# جام باشگاهی آفریقا–آسیا ۱۹۹۵
جام باشگاهی آفریقا–آسیا ۱۹۹۵ هشتمین دوره جام باشگاهی آفریقا–آسیا بود که توسط کنفدراسیون فوتبال آفریقا (کاف) و کنفدراسیون فوتبال آسیا (ای‌اف‌سی) تأیید شد و بین برندگان جام قهرمانان آفریقا و جام باشگاه‌های آسیا برگزار شد.
فینال به صورت رفت و برگشت بین تیم تونسی اسپرانس، قهرمان جام قهرمانان آفریقا ۱۹۹۴ و تیم تایلندی تای‌فارمرز بانک، قهرمان جام باشگاه‌های آسیا ۹۵–۱۹۹۴ برگزار شد.

## تیم‌ها
| تیم            | نحوه صلاحیت                       | حضور قبلی (پررنگ نشانه قهرمانی است) |
| -------------- | --------------------------------- | ----------------------------------- |
| اسپرانس        | قهرمان جام قهرمانان آفریقا ۱۹۹۴   | نداشته                              |
| تای‌فارمرز بانک | قهرمان جام باشگاه‌های آسیا ۹۵–۱۹۹۴ | ۱۹۹۴                                |

## جزئیات مسابقات

### بازی رفت
| تای‌فارمرز بانک | ۱–۱ | اسپرانس |
| -------------- | --- | ------- |
|                |     |         |

### بازی برگشت
| اسپرانس | ۳–۰ | تای‌فارمرز بانک |
| ------- | --- | -------------- |
|         |     |                |